# مدیر ارشد تدارکات
مدیر ارشد تدارکات (انگلیسی: Chief procurement officer) از مدیران ارشد اجرایی یک شرکت بشمار می‌آید، که مسئولیت تأمین و خریداری تجهیزات، خدمات و کالاهای شرکت و هدایت تیم خرید را بر عهده دارد.
مدیریت تدارکات، یکی از فعالیت‌های اصلی و ستادی هر شرکت یا سازمان می‌باشد و مدیری که در رأس آن قرار می‌گیرد، اغلب با تمامی بخش‌های شرکت در ارتباط است، که در عمل، ارتباط شرکت، با تأمین کنندگان خارج از شرکت را برقرار می‌سازد. به‌طور خلاصه هدف اصلی هر مدیر تدارکات، تهیه به موقع کالا، تجهیزات و خدمات برای بخش‌های مختلف و رفع نیاز آن‌ها به منظور دستیابی به اهداف سازمانی می‌باشد.
فرایند کاری مدیر ارشد تدارکات راهبری تیم زیرمجموعه خود، برای ایجاد ارتباط با بخش‌های مختلف شرکت، به‌منظور آگاهی از نیازهای آن‌ها به کالا، خدمات و تجهیزات می‌باشد، سپس با جستجوی وسیع در بازار و شناسایی تأمین کنندگان موجود، بهترین آن‌ها از نظر قیمت و کیفیت محصولات را انتخاب می‌کند. در برخی سازمان‌ها و شرکت‌های بزرگ برای انتخاب تأمین‌کننده مورد نظر، مناقصه یا مزایده برپا می‌شود و مسئولیت پیگیری و اجرای کلیه امور، بر عهده مدیر ارشد تدارکات است.